# هاري بانرمان
هاري بانرمان (بالإنجليزية: Harry Bannerman)‏ هو لاعب غولف بريطاني، ولد في 5 مارس 1942 في أبردين في المملكة المتحدة.

## وصلات خارجية
- هاري بانرمان على موقع رابطة أوروبا للاعبي الغولف المحترفين (الإنجليزية)